# Столе Солбакен
Столе Солбакен (норв. Ståle Solbakken) је норвешки фудбалски тренер и бивши фудбалер. Тренутно је селектор репрезентације Норвешке.

## Каријера

### Рани клубови
Солбакен је каријеру почео у Норвешкој, играјући на позицији везног играча. Каријеру је почео у ФК Груе из локалног крада и тамо наступао пет сезона. Године 1989. прешао је у друголигашки клуб Хам-Кам.
Био је најбољи стрелац клуба 1990. године, а следеће године постигао је 14 голова и тако помогао клубу да избори пласман у Елитесеријену, највишем по рангу фудбалском такмичењу у Норвешкој. Солбакен је био део екипе која је у Хам-Каму изборила 5. место на табели, што је и најбољи резултат у историји тог клуба.

### Лилестерм
Године1994. прешао је у ривала, у екипу Лилестерма, где је завршио као поражени у својој првој сезони. Иако је клуб завршио на четвртом месту током следеће сезоне, Солбакенови наступи су заслужни што је добио титулу Фудбалера године Норвешке.
Клуб га је промовисао у капитена екипе и тако је помогао екипи 1996. године, у сезони пре него што је напустио клуб 1997. године. Укупно је забележио 99 наступа и постигао 34 голова.

### Иностранство
Октобра 1997. Солбакен се придружио енглеском премијерлигашу, Вимблдону, за 250.000 фунти. У својих шест лигашких утакмица за Вимблфон, Солбакен је постигао један погодак против Вест хема и два пута је именован за играча утакмице. Али је доласком новог тренера испао из тима.
У марту 1998. Солбакен прелази у дански клуб Олборг и убрзо постаје  капитен тима. Водио је екипу до шампиона Данске 1998/99. и финала купа. Освојио је данску награду „Играч године” 2000. Укупно је одиграо 79 утакмица и постигао 13 голова у Олборгу.
У августу 2000. прешао је у ривалских тим Копенхаген. Брзо је постао главни играч и помогао клубу да дође до врха табеле, али није завршио сезону пошто је доживео срчани удар.

### Здравствени проблеми
Током тренинга 13. марта 2001. Солбакен је доживео срчани удар. Брзо му је пришао клупски лекар Франк Одгард који је открио да му је срце престало да куца. Замолио је играча да позове хитну помоћ и да им каже да је то критично, док је наставио да спроводи масажу срца. По доласку хитне помоћи, Солбакен је проглашен клинички мртвим на лицу места.   На путу до болнице у амбулантним колима оживео је скоро седам минута касније.
Након преживеле драме, уграђен му је песмејкер.Срчани удар је резултат раније неоткривене срчане грешке. Убрзо након тога, по лекарском савету, најавио је играчку пензију.

## Менаџерска каријера

### Хам-Кам
Године 2002. Солбакен се вратио у Норвешку и започео менаџерску каријеру у свом старом клубу Хам-Каму, позиционираном на другом нивоу. Имао је сјајан успех у Хам-Каму, пошто је клуб освојио лигу и  ушао у прву лигу. Његово "васкрсење" и "спасење" (тј. промоција) Хам-Кама стекли су му надимак "Столе Салваторе", одакле се често наводи у норвешкој штампи.
Следеће сезоне, тим је заузео пето место, а Солбакен је добио награду за најбољег тренера у 2004. години.

### Копенхаген
У својим првим годинама у клубу, Солбакен је са тимом освојио титуле у 2006. и 2007. години као и трофеј Краљевске лиге 2006. године. Успео је да Копенхаген уведе у групну фазу Лигe шампиона у сезони 2006/07. пошто је у плеј-офу елиминисао екипу Ајакса. Копенхаген је завршио групу као последњи, мада је клуб остварио победу против, касније полуфиналиста, Манчестер јунајтеда.
У мају 2009. Солбакен је довео Копенхаген до дупле круне, а у новембру је објављено да тренер и клуб неће продужити уговор који истио 2011. јер Солбакен намерава да преузме репрезентацију Норвешке 2012.године. Међутим то се на крају није остварило.

### Келн
15. маја 2011. објављено је да ће Солбакен преузети немачког бундеслигаша, Келн, који је водио спортски директор, Волкер Финке, као привремени менаџер.  Солбакен је требало да преузме посао репрезентације Норвешке у јануару 2012. али је Келн откупио уговор за пријављених 400.000 евра.
На зимској паузи, Келн је заузео 10. место, али је потом форма пала, па је клуб дошао до зоне испадања.
Келн је 12. априла 2012. године отпустио Солбакена, после пораза 0-4 у Мањцу. Тим је у том тренутку био 16. на табели, а преузео га је Франк Шаефер, који је водио последње четири утакмице, у којим је клуб спао на 17. место и испао из лиге.

### Вулверхемптон
11. маја 2012. енглески клуб Вулверхемптон објавио је да ће екипу преузети Столе Солбакен. Он је званично преузео дужност 1. јула. Остварио је дебитантски победу у купу пошто је његов тим прошао на пенале.
Солбакен није успео да спречи пад клуба који је донео испадање и упркос томе што је својевремено клуб подигао на треће место, они су до толом сезоне пали на 18. место. Отпуштен је 5. јануара 2013. након елиминације из ФА Купа од стране нелигаша, што му је био четврти узастопни пораз.

### Копенхаген
21. августа 2013. Солбакен се вратио као главни тренер Копенхагена, две године након одласка.

## Менаџерска статистика
Ажурирано 25. јул 2021.
| Тим           | Земља    | Од                 | До                | Статистика | Статистика | Статистика | Статистика | Статистика   | Статистика |
| Тим           | Земља    | Од                 | До                | Ук         | П          | Н          | И          | % успешност! |            |
| ------------- | -------- | ------------------ | ----------------- | ---------- | ---------- | ---------- | ---------- | ------------ | ---------- |
| Хам-Кам       | Норвешка | 26. новембар 2002. | 31. децембар 2005 | 82         | 37         | 21         | 24         | 045,12       |            |
| Копенхаген    | Данска   | 1. јануар 2006.    | 15. мај 2011.     | 252        | 153        | 47         | 52         | 060,71       |            |
| Келн          | Немачка  | 15. мај 2011.      | 12. април 2012.   | 32         | 9          | 5          | 18         | 028,13       |            |
| Вулверхемптон | Енглеска | 1. јул 2012.       | 5. јануар 2013.   | 30         | 10         | 5          | 15         | 033,33       |            |
| Копенхаген    | Данска   | 21. август 2013.   | 10. октобар 2020. | 357        | 203        | 77         | 77         | 056,86       |            |
| Норвешка      | Норвешка | 7. децембар 2020.  | Данас             | 5          | 3          | 0          | 2          | 060,00       |            |
| Total         | Total    | Total              | Total             | 758        | 415        | 155        | 188        | 054,75       |            |

## Успеси

### Играч
Олборг
- Суперлига Данске: 1998/99

Копенхаген
- Суперлига Данске: 2000/01

### Тренер
Копенхаген
- Ројал лига: 2005/06
- Суперлига Данске: 2005/06, 2006/07, 2008/09, 2009/10, 2010/11, 2015/16, 2016/17, 2018/19
- Куп Данске: 2008/09, 2014/15, 2015/16, 2016/17

### Признања
- Најбољи везни фудбалер Норвешке 1995. године
- Најбољи тренер Норвешке 2004. године
- Најбољи тренер Данске  2007. и 2011. године